# Chromium OS
Cet article concerne le système d’exploitation. Pour le navigateur web, voir Chromium.
Chromium OS est un système d'exploitation libre élaboré à partir de GNU/Linux. Sa particularité est de proposer des applications reposant exclusivement sur les standards du web.
Chromium OS est la version libre de développement de Google Chrome OS. Ce projet a été créé le 19 novembre 2009, à la suite de la publication des sources de Google Chrome OS en licence BSD sous le nom de Chromium OS. Les sources de ce dernier sont disponibles sur le site web de Chromium OS.

## Libre
Chromium OS est la version libre de Google Chrome OS. Google Chrome OS est un produit commercial conçu par Google pour fonctionner avec certains modèles d’ordinateurs, tandis que Chromium OS est un projet communautaire. Il n'est pas destiné aux utilisateurs, il est réservé aux programmeurs qui peuvent l'adapter à leurs besoins[pas clair]. Ainsi, certaines versions de Chromium OS proposent un support plus large du matériel. Par contre, Google Chrome OS est plus stable[réf. nécessaire] et dispose de mises à jour automatisées. Autre différence, Google Chrome OS ne peut pas être téléchargé depuis Internet, la seule façon de l'obtenir sera d'acheter un ordinateur où il sera pré-installé, à la différence de Chromium OS dont tout un chacun peut télécharger le code source et faire sa propre version.
Le projet contribue par ailleurs à certains logiciels libres dont il dépend, comme Portage.

## Dérivées par Hexxeh
Cette section ne s'appuie pas, ou pas assez, sur des sources secondaires ou tertiaires indépendantes du sujet.

Pour l'améliorer, ajoutez-en, ou placez des modèles {{Source secondaire souhaitée}} ou {{Source secondaire nécessaire}} sur les passages mal sourcés. (juin 2023)

### Première version: ChromiumOS Cherry
Le 4 décembre 2009, l’étudiant anglais Hexxeh (prononcé en anglais heck-see) publie à l'âge de 17 ans l'une des premières dérivées de Chromium OS, à savoir ChromiumOS Cherry. Cette version a une taille de 300 Mo et intègre quelques pilotes Wi-Fi en plus. Initialement, cette version est nommée « Diet Chromium », puis « ChromeOS Cherry », mais elle est renommée plus tard en « ChromiumOS Cherry ».

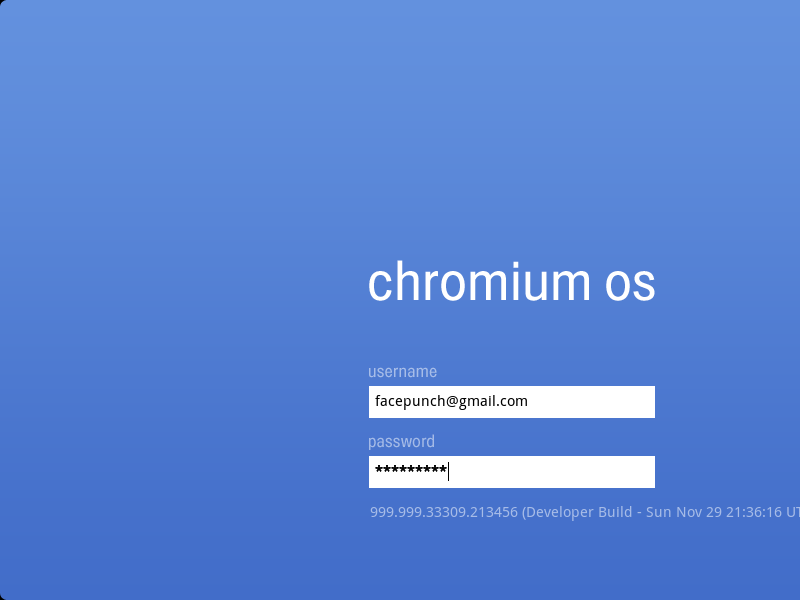
Écran de connexion de ChromiumOS Cherry.
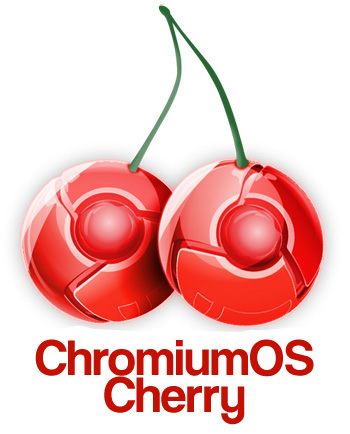
Logo de ChromiumOS Cherry.

### Deuxième version: ChromiumOS Zero

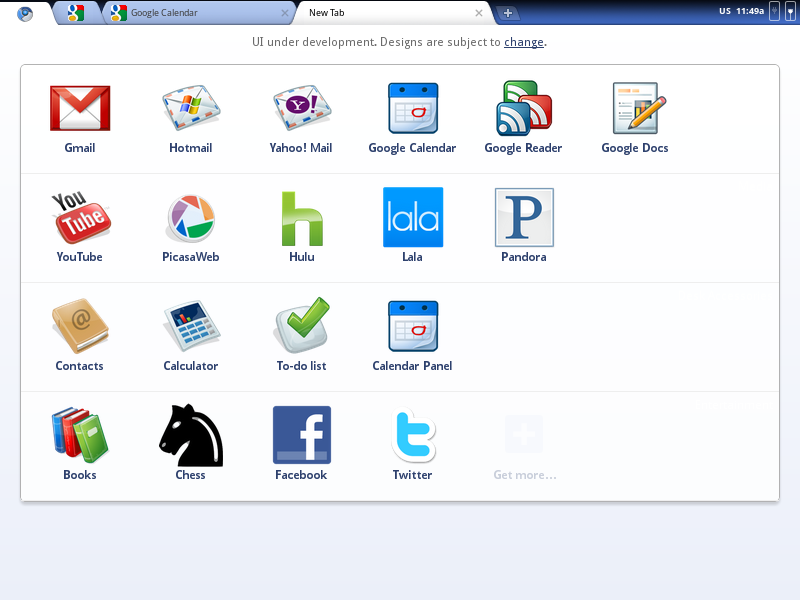
Menu de ChromiumOS Zero.

Hexxeh débute le développement de ce système d'exploitation le 9 décembre 2009. Il a pour buts principaux de proposer un meilleur support matériel et un système de mise à jour automatique (pas encore présent dans Chromium OS). Hexxeh indique qu'il prévoyait de donner des noms à ces futures versions qui feront moins penser au nom d'un soda. ChromiumOS Zero sort le 10 janvier 2010. Dans cette release, Hexxeh parvient à diminuer la taille de l'OS à environ 250 Mo au lieu des 4 Go de Chromium OS. Par conséquent, elle est plus rapide et peut être téléchargée en version LiveCD et LiveUSB.

### Troisième version: ChromiumOS Flow
Le 8 février 2010, Hexxeh annonce le développement d'une nouvelle version de Chromium OS. Cette version porte le nom de ChromiumOS Flow ou plus simplement Flow. Flow sort finalement le 15 février 2010. Elle propose un meilleur support matériel, avec par exemple un bon support des cartes graphiques nVidia. Mais également le support des webcams. Dans cette version, il est possible de mettre automatiquement à jour son système, et elle prend en charge HTML 5 et de la technologie Flash.

### Quatrième version: ChromiumOS Vanilla
Le 12 août 2010 sort la version Vanilla, qui n'est pas exactement une version d'Hexxeh, car il n'a rajouté aucun code source. Cette version est une « Nightly Build » du ChromiumOS officiel (comprendre : une version compilée chaque nuit). Elle est considérée[Par qui ?] comme étant de qualité beta. Elle permet aux utilisateurs de bénéficier de la simplicité d’installation proposée par Hexxeh, alors que la compilation de la version officielle nécessite l'usage d'une machine 64-bit.